# 로저 도널드슨

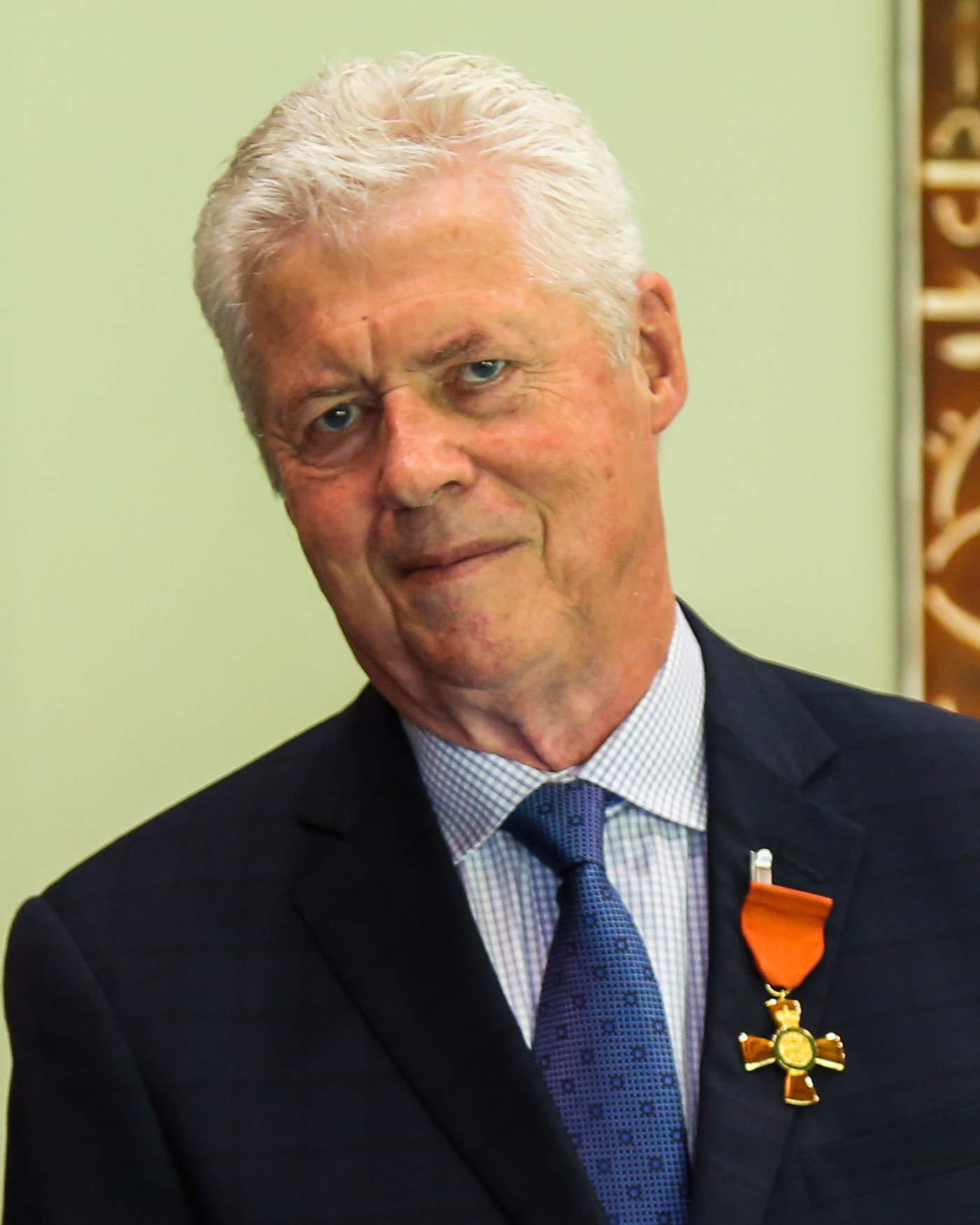

로저 도널드슨(Roger Donaldson, 1945년 11월 15일 ~ )은 뉴질랜드의 영화 감독이다.

## 참여 작품

### 영화
- 바운티 호의 반란 (1984년 영화) - 감독
- 노 웨이 아웃 (1987년 영화) - 감독
- 칵테일 (1988년 영화) - 감독
- 연애특강 - 감독, 프로듀서
- 화이트 샌드 (영화) - 감독
- 겟어웨이: 끝없는 도주 - 감독
- 스피시즈 (영화) - 감독
- 단테스 피크 - 감독
- D-13 - 감독
- 리크루트 (영화) - 감독
- 세상에서 가장 빠른 인디언 - 감독, 프로듀서, 각본
- 뱅크 잡 - 감독
- 저스티스 (2011년 영화) - 감독
- 노벰버 맨 - 감독